# Диего Муньос де Сальданья
Диего Муньос (исп. Diego Muñoz; ? — около 951/952) — первый известный граф де Сальданья из клана Бану Гомес, крупный леонский магнат и землевладелец.
Он был одним из самых видных сановником королевства Леон в первой половине X века. Ему удалось укрепить семейную власть благодаря умной брачной политике, заложив основы власти своей семьи, Бану Гомес. По данным арабского историка Ибн Халдуна, лидеры клана Бану Гомес правили на территории от Саморы до Кастилии.

## Семейное происхождение
Существуют две теории о семейном происхождении Диего Муньоса. Согласно первой из этих теорий, начатой бенедиктинским историком Хусто Перес де Урбель, которую поддерживали многие испанские историки, такие как Юстиниано Родригес Фернандес и Хулио Гонсалес Гонсалес, семья Диего Муньоса происходила из Льебаны. Его родителями, согласно этой теории, были Мунио Диас и Гулатруда, которые появляются в документации Святого Мартина из Льебаны с 914 года. В грамоте времен Альфонсо IV, появляется Гулатруда, как вдова, покупающая у Сило Фройласа несколько земель в Льебане и Астуриас-де-Сантильяна (929). В документе в качестве свидетелей упоминаются её сыновья, в том числе Диего Муньос из Льебаны. У Диего Муньоса из Льебаны были только сестры, а у Диего Муньоса из Салданьи было два брата, Осорио Муньос и Гомес Муньос. Кроме того, последняя грамота Диего Муньоса из Льебаны датируется 964 годом, когда Диего де Сальданья был уже мертв.
Вторая теория, общепринятая в настоящее время, предусматривает в качестве отца Диего Мунио Гомеса, который владел землями в районе Сан-Педро-де-Кансолес и Сан-Роман-де-Энтрепеньяса. Этот Мунио Гомес появляется в двух документах Саагунского монастыря 915 года. Через семь лет Диего Муньос продаст Саагуну часть своих владений в окрестностях Кансолеса, которые ранее принадлежали его отцу Мунио Гомесу. В пользу этой теории выступает отчество Мунио Гомеса, поскольку Диего Муньос, как известно, был членом семьи Бану Гомес или Бени Гомес («Сыновья Гомеса»). По словам Хусто Переса де Урбеля мавры называли членами Бану Гомес брата и сына Диего Муньоса, Гомеса Муньоса и Гомеса Диаса, но первое упоминание о Бану Гомес датируется 932 годом, ибн Хайян сообщает, как графы Бану Гомес и Бану Ансурес подняли восстание против короля Леона Рамиро II в поддержку его брата Альфонсо.

## Теория Аболмондара
Испанский историк средних веков Маргарита Сесилия Торрес Севилья-Киньонес де Леон в своей работе «Дворянские родословные Леона и Кастилии: IX—XIII века» выдвинула теорию, что два кастильских графа, Аболмондар Альбо и его сын Диего, являются Мунио Гомесом и Диего Муньосом соответственно.
После поражения в битве при Вальдехункере (920) против войск кордовского халифа Абд ар-Рахмана III король Леона Ордоньо II арестовал кастильских графов у реки Каррион (подконтрольный район Бану Гомес) за то, что они не пришли на битву, и в цепях увез их в Леон. Этих кастильских графов было четыре: Нуньо Фернандес, Фернандо Ансурес, Аболмондар Альбо и его сын Диего. Хусто Перес де Урбель считал, что Аболмондар Альбо — это некий Родриго Диас, предполагаемый сын Диего Родригеса Порселоса, графа Кастилии. Маргарита Торрес, напротив, идентифицирует этого Аболмондара Альбо с Мунио Гомесом, а его сына с Диего Муньосом, гипотеза, которая принимается такими историками, как Гонсало Мартинес Диес.
Аболмондар является романским именем Абу аль-Мунзир, то есть кунья Аль-Мунзир. Согласно теории Маргариты Торрес, Аболмондар будет прозвищем из-за длительного пребывания в Аль-Андалусе, обычное использование прозвищ среди дворян, происходящих оттуда. В 865 году состоялся кордовский поход против кастильских земель, так называемая битва при Моркуэре, где были разрушены крепости некоторых сеньоров, в том числе Гомеса, сеньора де Месанеки. По словам Маргариты Торрес, из этой кампании мусульмане вернулись с многочисленными пленниками, в том числе Мунио Гомесом и Диего Муньосом, которые из-за их родства находились под защитой эмира, и именно поэтому они были известны как Бану Гомес, в память о Гомесе, сеньоре де Месанеке. Все это помогло бы понять тесную связь между родом Бану Гомес и Кордовой, куда прибыло посольство о мире от сына Диего Муньоса, а уже во времена внука Диего Муньоса Гарсиа Гомеса последний был союзником кордовского хаджиба Аль-Мансура.
Наконец, палеограф Хосе Мануэль Руис Асенсио перечисляет несколько кодексов мосарабского происхождения как принадлежащие монастырю Сан-Роман-де-Энтропеньяс и уточняет, что они, вероятно, могли быть приобретены Диего Муньосом, который мог привезти их из Кордовы для монашеского учреждения, которое он сам основал в Сан-Романе. Обладание этими кодексами, происходящими из Аль-Андалуса во времена Диего Муньоса, подтвердило бы теорию Маргариты Торрес.

## Биография
Диего Муньос впервые упоминается в источниках в 932 году, когда он принял участие кланов Бану Гомес и Бану Ансур против власти короля Леона Рамиро II, но его имя среди участников мятежа прямо не упоминается. Мятежники планировали свергнуть Рамиро II и посадить на королевский трон его брата Альфонсо IV. В конце концов король Леона Рамиро II смог подавить восстание и ослепил своего брата. Диего Муньос вынужден был подчиниться королевской власти.
В 934 году граф Диего Муньос в составе армии короля Леона Рамиро II прибыл на помощь графу Кастилии Фернану Гонсалесу против войск Абд аль-Рахмана III, которые опустошили Кастилию. Возможно, Диего участвовал в разгроме кордовской армии в битве при Осме.
Его первое документальное появление датируется 936 годом, в нем Диего Муньос подтвердил вместе со своим братом Осорио и графами Фернаном Гонсалесом и Ансуром Фернандесом пожертвование короля Леона Рамиро II в пользу монастыря Сан-Исидро-де-Дуэньяс. Год спустя (937) он одобрил своим присутствием открытие церкви Сантьяго-де-Пеньальба в Эль-Бьерсо.
В 939 году произошла битва при Симанкасе, где силы кордовского халифа Абд ар-Рахмана III столкнулись с христианской коалицией во главе с королем Леона Рамиро II, которому помог король Наварры Гарсия Санчес I. Имя Диего Муньоса не упоминается в хрониках, но очевидно, что он не мог пропустить столь крупное событие.
Через год после битвы при Симанкасе (940) Диего Муньос и его жена Тегридия восстановили, расширили и наделяют обширными землями монастырь Сан-Роман-де-Энтропеньяс. Документ был подтвержден несколькими аббатами, епископом Леоном Овеко, сыновьями Диего Муньоса: Мунио, Гомес, Эльвира и Осорио.
В 941 году граф Диего Муньос продал монастырю Саагун третью часть своих владений на горе Пиконес, недалеко от Сан-Педро-де-Кансолес. После двух лет напряженных мирных переговоров после битвы при Симанкасе король Леона Рамиро II и кордовский халиф Абд ар-Рахман III договорились о перемирии в 941 году. В это перемирие также были включены король Наварры Гарсия Санчес I, графы Фернан Гонсалес, Ансур Фернандес и сам Диего Муньос. Этот мирный договор был недолгим, поскольку через год вновь начались столкновения между христианами и мусульманами. Договор показывал важность Диего Муньоса в Леонском королевстве, поскольку он явно связан с договором, хотя, как и Ансур Фернандес, он обозначен своим семейным родом (Бану Гомес).
В 944 году Диего Муньос, граф Сальданьи, и Фернан Гонсалес, граф Кастилии, подняли очередное восстание против власти короля Леона Рамиро II. Мотив восстания точно не известен, возможно графы добивались большей автономии или были недовольны правлением короля Рамиро II. Историк Хусто Перес де Урбель считал, что восстание служило личным интересам Диего Муньоса, который хотел расширить свои владения в ущерб графству Муссон. Графство Муссон было создано королем Рамиро II, который поставил во главе нового образования графа Ансура Фернандеса, сына Фернандо Ансуреса, бывшего союзника Диего во время восстания 932 года. Восстание потерпело неудачу. Восставшие графы были лишены своих владений и заключены в тюрьму. Диего Муньос был заключен в замке Гордон. Вскоре оба графа были помилованы, принесли присягу на верность королю и были освобождены из заключения, им были возвращены их родовые земли. Уже осенью 944 года Диего Муньос вновь появляется в документах.
11 ноября 944 года Диего Муньос подтверждает королевский документ в пользу монастыря Сахагун. 22 ноября того же года появляется Диего Муньос, подтверждающий пожертвование графа Ансура Фернандеса монастырю Сан-Сальвадор-де-Онья.
Союз Диего Муньоса с Фернаном Гонсалесом, графом Кастилии, был закреплен браком его сына Гомеса Диаса с дочерью Фернана Гонсалеса Муниадомной Фернандес, который, по мнению некоторых авторов, состоялся, когда графы вышли из тюрьмы и вернулись к королевскому послушанию.
После подавления восстания 944 года Диего Муньос пропал со страниц хроник, но его имя всё ещё встречалось в документах — дарственных грамотах и постановлениях съездов магнатов королевства. В 945 году граф де Сальданья подтвердил пожертвование короля Рамиро II монастырю Саагун. Год спустя (946) Диего Муньос также подтверждает пожертвование Рамиро II монастырю Вега, заняв третье место среди магнатов, уступая графам Фернану Гонсалесу и Ансуру Фернандесу. В 949 году Диего Муньос подписал в компании Фернана Гонсалеса, Ансура Фернандеса, его брата Осорио Муньоса и других графов королевства и магнатов, на совете, состоявшемся в Леоне, в присутствии Рамиро II и почти всех епископов королевства. В 950 году Диего Муньос подтвердил два пожертвования монастырю Саагун. Первая из грамот имеет незначительное значение и сомнительную подлинность. В ней Диего Муньос подтверждается пожертвование некоего Альваро Велы монастырю Сахагуна. Второе документальное появление в 950 году — это королевское пожертвование Рамиро II Саагунскому монастырю земель, расположенных в графствах Сальданья и Сеа. Учитывая важность акта, документ подтверждается четырьмя епископами и восемью главными графами королевства, среди которых был Диего Муньос, который появляется как граф Сальданья: «Didacus Monnioz, comes Saldanie». В документе он занимает второе место среди графов, которому предшествует только Фернан Гонсалес. В документе также указывается территория, управляемая первыми тремя графами, которые подтверждают грамоту, Фернан Гонсалес, граф Кастилии, Диего Муньос, граф Сальданьи, и Бермудо Нуньес, граф де Сеа.
Последние известия от Диего Муньоса датируется 15 мая 951 года, когда он подтверждает пожертвование нового короля Леона Ордоньо III монастырю Саагун. С сыном Рамиро II, Ордоньо III, Диего Муньос остается среди главных сановников королевства, потому что в этом пожертвовании, как и в 950 году Рамиро II, Диего Муньос занимает второе место среди подтверждающих после Фернана Гонсалеса, графа Кастилии.
Диего Муньос скончался около 951 года, дата его последнего документального появления, так как в 952 году его сын Мунио Диас подтверждает пожертвование короля Леона Ордоньо III. Этот факт свидетельствует об отсутствии его отца Диего Муньоса, который, напомним, исчез из документов годом ранее. Мунио Диас, должно быть, скончался в этих датах, так как он больше не появляется в документации.
Его брат Гомес Муньос, вероятно, сменил Диего во главе графства Сальданья, потому сохранились несколько дарственных грамот монастырю Саагун за 959—960 годы, подписанные Гомесом Муньосом. Он упоминается в документации с графским титулом (Gomez Monniz comes), подтвержая видное положение при дворе, вслед за Фернандо Ансуресом, графом де Муссон.

## Брак и дети
Диего Муньос был женат на Тегриде, происхождение которой неизвестно. Историк Перес де Урбель приписывал ей кастильское происхождение из-за тесных отношений между графами Кастилии и Сальданьи. У супругов были следующие дети:
- Мунио Диас, вероятно, погиб во время гражданских войн между Ордоньо IV и Санчо I.
- Гомес Диас, граф Сальданья и Льебана, был женат на Муниадомне Фернандес, дочери графа Кастилии Фернана Гонсалеса.
- Эльвира Диас, замужем за графом Сеа, Фернандо Бермудесом, сыном Бермудо Нуньеса.
- Осорио Диас, женат на Санча Санчес дочь графа Санчо Муньиса.
- Фернандо Диас, женатый на Мансуаре Фафилас, дочери графа Фафилы Олалиса из Тьерра-де-Кампоса
- Гунтрода Диас, замужем за Аблавелем Годестеисом.

По предположению испанского историка Альфонсо Санчеса Кандейры, сыном Диего Муньоса также мог быть Альфонсо Диас, женатый на Марии Мирельис.